# Филип II Македонски
Филип II Македонски (грч. Φίλιππος Β΄ της Μακεδονίας) (382—336. п. н. е.) је био краљ Македоније од 359. до 336. п. н. е. Био је отац Александра Великог.

## Биографија
По доласку на власт Македонија је била слаба држава са неефикасном војском и многим непријатељима(пре свега Илирима и Трачанима који су упадали на територију Филипове државе). Филип је кренуо са реформом војске, пре свега је реформисао коњицу повећао њен број(повећао број племства), као увођење нове формације коју су коњаници користили. Следи реформа пешадије, македонски хоплити нису били, до Филипа, квалитетно обучени и опремљени као код других Грка. Увео је ново оружје- сарису, копље дужине од 4 метра и кренуо са тренирањем 4000 пешака, да би се временом број фалангита повећао. Разлика у односу на класичну фалангу(фаланга је, према изворима све што се бори у збијеној формацији од штитова и један човек до другог, разлика код македонске фаланге јесте лакша опрема и сариса-копље од 4 метра, док је класичан хоплит носио дору-копље од 2 метра дужине). Македонска фаланга се борила у основним јединицама (синтагмама) од по 256 људи. Сматра се да је на Филипа утицао Ипикрат(који је увео реформе код Атињана које се тичу пешадије, као и копље од 3,6 метра), као и Пелопида(беотарх и Тебански генерал). Македонски пешак опремљен сарисом носи је мањи штит(тежак аспис заменила је округла пелта), а бронзани оклоп (thorax) на грудима мења лаки кожнени оклоп(linothorax). Он је већ у првим годинама владавине освојио Тракију, богату златом, одакле је убирао велике приходе за опремање војске. Наследио га је син Александар Велики, након успешног атентата на Филипа.
Успон Македоније под Филипом, текао је муњевитом брзином. Већ 357. п. н. е., заузео је Амфипољ(потреба да се заузме овај град доводи до оснивања јединице за опсадно ратовање и справа потребних за опседање полиса), атинску колонију на ушћу Стримона (Струма), што је значило отворен пут за Пангајску гору чувену по рудницима сребра, као и осталих руда. Године 356. п. н. е., Филип је освојио Потидеју и раселио тамошње атинске клерухе. Град је уступио Халкиђанима са којима је склопио савез. У подножју Пангајске горе је основао град коме је дао име Филипи, населивши га Македонцима. Почео је да експлоатише Пангајске руднике и да кује златан новац по узору на персијски дарик.
Године 352. п. н. е., Филип се умешао у свети рат, пошто су Фокиђани опљачкали чувено пророчиште у Делфима и почели да тероришу целу Хеладу. Тесалци су се обратили Филипу за помоћ, а он је код Крокос поља извојевао победу. Филип је стао на чело тесалске војске, што је значило да му се власт тада простирала до Термопила.
Филипова војска је напредовала на свим правцима; у Тракији, на Халкидикију, Хелеспонту... на крају су Трачани са њим склопили савез.
- Године 349. п. н. е., Демостен је одржао Прву Филипику, где је први пут отворено наступио против Филипа.

У филипикама он је отворено нападао Филипа II, називајући га барбарином (као што су Грци у то време називали све не-грке) указавајући тиме Атињанима да Филип није грчког порекла.
- Године 348. п. н. е., Филип је освојио Олинт, а остали градови на Халкидику су присаједињени Македонији.
- Године 346. п. н. е., Филип је на свом двору водио преговоре са Атињанима на којима су учествовали и Демостен и Есхин. Закључен је мир.

У међувремену, Филип је коначно освојио Тракију, упао у Средњу Грчку и присилио Фокиђане да напусте Делфе. Македонија је примљена у делфијску Амфиктионију, што је у ствари значило примање у заједницу полиса.
Такозваним Филократовим миром, склопљеним између Филипа и Атине, призната су му сва дотадашња освајања, што је у суштини значило потпуну немоћ Атине, чије је грађанство било подељено за и против Филипа. Док му је Демостен био огорчени противник, Есхин и Исократ су били његови ватрени заговорници. Филип се тада све више истицао као личност предодређена да поведе коначну борбу против Персије, као и ујединитељ свих Грка.
- После низа похода против разних градова, Филип је освојио Византион, што је Атињане довело до беса па су му 340. п. н. е., објављују рат.

- Године 338. п. н. е., дошло је до коначне битке код Херонеје, где су Македонци однели победу над Атином и њеним савезницима.

Поставши господар целе Грчке, Филип је почео да се припрема за рат са Персијом. У ту сврху, Македонци су 336. п. н. е. заузели Троаду у Малој Азији, која им није пружила отпор. Стигли су до Магнезије на Менандру, када су добили вести да је Филип убијен.
Филип је убијен на свадби своје кћерке Клеопатре у Егама, уз присуство многих званичника из Грчке. Како и зашто је дошло до атентата на Филипа до данас није поуздано разјашњено.
Владавина Филипа II Македонског, представљала је најкрупнији преокрет у развоју хеленског света у познатој историји. Био је први који је ујединио грчке полисе-државице. Он је био тај који је учврстио темеље за будуће светско царство које је остварио његов син Александар Македонски.